# Bambang Hidayat
Bambang Hidayat (ur. 18 września 1934 w Kudus) – indonezyjski naukowiec, promotor astronomii. Jego działalność naukowa koncentruje się na badaniu gwiazd podwójnych i struktury galaktyki.

## Życiorys
Kształcił się w Instytucie Technologii w Bandungu. Później podjął studia podyplomowe na Case Institute of Technology w ramach grantu przyznanego przez United States Agency for International Development. W 1965 r. uzyskał doktorat z astrofizyki. W latach 1968–1999 pełnił funkcję dyrektora Obserwatorium Bosscha w Indonezji, a w latach 1994–2000 był wiceprezesem Międzynarodowej Unii Astronomicznej. Kierował także Katedrą Astronomii w Instytucie Technologii w Bandungu. W 1992 r. został wybrany członkiem Islamic World Academy of Sciences.
W 1968 r. został powołany na stanowisko adiunkta. W 1976 r. został mianowany profesorem.
Jego dorobek obejmuje ponad 40 prac naukowych oraz szereg podręczników z zakresu astronomii. W uznaniu jego zasług jedną z planetoid nazwano (12176) Hidayat.

## Publikacje
- Under a tropical sky: a history of astronomy in Indonesia (2000)